# Sécurité
Sécurité is een veiligheidssein dat gebruikt wordt voor communicatie over een radioverbinding.
Het sein wordt voor het veiligheidsbericht drie keer uitgesproken, daarna drie keer de naam van ontvanger, en ook nog drie keer de naam van de afzender van het bericht.

## Toepassing
Voorbeeld van een veiligheidsoproep:
Sécurité Sécurité Sécurité!
Alle schepen,
alle schepen,
alle schepen.
Dit is
kustwacht Den Helder,
kustwacht Den Helder,
kustwacht Den Helder.
Voor een windwaarschuwing luister uit op kanaal 23 en 83.
Uit

## Volgorde van noodsignalen
1. Mayday, noodsein voor radiocommunicatie, dit sein heeft hoogste voorrang.
2. Pan-pan, spoedsein voor radiocommunicatie, dit sein heeft voorrang na Mayday.
3. Als derde komt Sécurité op het rijtje met voorrang met radiocommunicatie.